# Mary Herbert
Mary Herbert, née le 1er octobre 1903 à Chepstow (Pays de Galles) et morte le 23 janvier 1983 à Frant (Sussex), fut, pendant la Seconde Guerre mondiale, un agent du service secret britannique Special Operations Executive. Après avoir été affectée dans le First Aid Nursing Yeomanry (FANY), elle fut recrutée par le SOE, entraînée et envoyée dans le sud-ouest de la France comme courrier du réseau SCIENTIST dirigé par Claude de Baissac.

## Biographie
Mary Herbert naît le 1er octobre 1903 à Chepstow au Pays de Galles. Fille cadette du général de brigade Edmun Herbert de Moynes Court, elle fréquente la Slade School of Fine Art, est diplômée de l'Université de Londres et parle plusieurs langues : le français, l'italien, l'espagnol, l'allemand ainsi que l'arabe. Avant la guerre, elle est accompagnatrice d'enfants en Australie, contrôleuse des passeports à l'ambassade du Royaume-Uni à Varsovie et traductrice pour le ministère de l'Air à Londres.
Le 19 septembre 1941, elle s'engage dans les Women's Auxiliary Air Force (WAAF) et y reste jusqu'en mars 1942, date où elle rejoint la section F du SOE,  dans la deuxième session féminine avec Lise de Baissac, Odette Sansom et Jacqueline Nearne. Elle débarque près de Cassis dans la Calanque de Port-Miou, la nuit du 3 au 4 novembre,. Elle part alors pour Bordeaux rejoindre le réseau SCIENTIST de Claude de Baissac en tant que courrier. Elle devient alors le contact exclusif de de Baissac. Le réseau se développe et Mary Herbert fait de nombreux voyages traversant les points de contrôle allemands vers les Landes, Poitiers et la Vendée.
En juin 1943, le réseau Prosper-PHYSICIAN est démantelé et les membres du SOE encore en liberté informe Herbert qu’elle doit se cacher. Elle change alors d'aspect et d'identité. En août, Claude de Baissac est rappelé en Angleterre avec sa sœur Lise de Baissac, laisant Mary Herbert sur place. C'est à cette époque que ses compagnons espions découvrant qu'elle est enceinte, la pressent de changer d'identité pour prendre du repos. Alors que les Allemands se rapprochent de noyau du réseau, elle est emmenée par Roger Landes dans une clinique privée à l'extérieur de Bordeaux, le 20 novembre 1943. 
Début décembre, elle donne naissance à une petite fille appelée Claudine, sous un nom d'emprunt. À sa sortie de la clinique, elle s'installe dans un appartement à Poitiers et fait faire de fausses pièces d'identité pour sa fille et elle. Le 18 février 1944, elle est finalement arrêtée par la Gestapo qui la prennent pour Lise de Baissac. Elle reste en prison jusque Pâques, étant libérée après s'être fait passer pour une Française d'Égypte grâce à sa connaissance de l'arabe. Lorsque Bordeaux est libérée en septembre, Claude de Baissac les rejoint dans leur refuge. Ils rentrent alors à Londres et se marient le 11 septembre 1944 à l'Église Corpus Christi,.
Mary Herbert meurt de pneumonie le 23 janvier 1983, dans son cottage à Frant (Sussex), avec sa fille à ses côtés.

## Identités
- État-civil : Mary Katherine (Maureen) Herbert, épouse de Baissac.
- Comme agent du SOE, section F :
  - Nom de guerre SOE : « Claudine ».
  - Couverture : Marie-Louise Vernier.
  - Nom de code opérationnel SOE : JEWELLER.
  - Réseau SOE, section F : SCIENTIST
  - Fonction : courrier

## Décorations
| 1939-45 Star | France and Germany Star | War Medal | Croix de guerre 1939-1945 | Croix de guerre 1939-1945 |

## Sources
- Beryl E. Escott (trad. de l'anglais), Les héroïnes du SOE : les femmes des services secrets britanniques dans la Résistance, Versailles, Omblage, 2018, 334 p. (ISBN 979-10-96997-05-3)
- Michael Richard Daniel Foot, Des Anglais dans la Résistance. Le Service Secret Britannique d'Action (SOE) en France 1940-1944, annot. Jean-Louis Crémieux Brilhac, Tallandier, 2008,  (ISBN 978-2-84734-329-8)
- Brooks Richards, Flottilles secrètes. Les Liaisons clandestines en France et en Afrique du nord 1940-1944, MDV, 2001.
- Guy Penaud, Histoire secrète de la Résistance dans le Sud-ouest, Éditions Sud Ouest, 1993.
- (en) Peter Jacobs, Setting France Ablaze : The SOE in France During WWII, Pen and Sword, 2015, 240 p. (ISBN 978-1-78346-336-7, lire en ligne)